# Hourstonius geojeensis
Hourstonius geojeensis is een vlokreeftensoort uit de familie van de Amphilochidae. De wetenschappelijke naam van de soort is voor het eerst geldig gepubliceerd in 2010 door Kim, Hendrycks & Lee.